# Easy (chanson des Commodores)
Pour les articles homonymes, voir Easy.
Singles de Commodores
Fancy Dancer
(1977) Brick House
(1977)
Easy est une chanson écrite et composée par Lionel Richie et interprétée par le groupe de musique soul et funk américain Commodores. Sortie en single le 18 mars 1977, elle est extraite de l'album Commodores.
Aux États-Unis, elle arrive en tête du classement Hot R&B/Hip-Hop Songs (alors appelé Hot Soul Singles) et culmine à la 4e place du Billboard Hot 100 et connaît un succès international.
Sa reprise par le groupe de rock américain Faith No More, sous le titre I'm Easy, remporte un important succès dans le monde en 1993.

## Histoire de la chanson
Easy est une ballade écrite et composée par Lionel Richie alors membre des Commodores. Le groupe devra à ce dernier d'autres chansons à succès dans le même style, comme Three Times a Lady (en) ou Still (en).
Easy parle d'une rupture amoureuse qui est bien vécue par le narrateur qui se sent parfaitement serein, comme l'exprime la phrase I'm easy like sunday morning (que l'on peut traduire par Je suis tranquille comme un dimanche matin).
Lionel Richie a déclaré dans une interview accordée au magazine Spin en 2009 que ce qui l'avait inspiré pour exprimer de cette manière ce sentiment de tranquillité était son expérience d'avoir vécu dans une petite ville comme Tuskegee (Alabama) où le samedi soir, après 23 heures 30, la ville est morte, les fêtes jusqu'à 4 heures du matin n'existent pas.

## Classements hebdomadaires
| Classement (1977)                  | Meilleure place |
| ---------------------------------- | --------------- |
| Australie (Kent Music Report)      | 95              |
| Canada (RPM Top Singles)           | 12              |
| États-Unis (Billboard Hot 100)     | 4               |
| États-Unis (Hot R&B/Hip-Hop Songs) | 1               |
| Irlande (IRMA)                     | 18              |
| Nouvelle-Zélande (RMNZ)            | 9               |
| Pays-Bas (Single Top 100)          | 24              |
| Royaume-Uni (UK Singles Chart)     | 9               |

## Certifications
| Pays              | Certification | Unités certifiées |
| ----------------- | ------------- | ----------------- |
| Italie (FIMI)     | Or            | 25 000            |
| Royaume-Uni (BPI) | Platine       | 600 000           |

## Version de Faith No More
Singles de Faith No More
Everything's Ruined
(1992) Another Body Murdered
(1994)
Easy ou I'm Easy suivant les éditions, interprétée par le groupe de rock américain Faith No More, sort en single le 29 décembre 1992 en Europe, et le 4 avril 1993 aux États-Unis.
La chanson, qui ne figure pas au départ sur l'album Angel Dust, est incluse dans les rééditions de celui-ci en 1993.
Au Royaume-Uni et en Irlande, la chanson sort sous le titre I'm Easy sur un single double face A partagé avec le morceau Be Aggressive.
C'est un succès international, avec notamment une place de no 1 en Australie, même si l'impact dans les charts nord américains est moins important qu'ailleurs.

### Classements hebdomadaires
| Classement (1993)                      | Meilleure place |
| -------------------------------------- | --------------- |
| Allemagne (GfK Entertainment)          | 20              |
| Australie (ARIA)                       | 1               |
| Belgique (Flandre Ultratop 50 Singles) | 3               |
| Canada (RPM Top Singles)               | 73              |
| États-Unis (Billboard Hot 100)         | 58              |
| Irlande (IRMA)                         | 5               |
| Nouvelle-Zélande (RMNZ)                | 6               |
| Norvège (VG-lista)                     | 2               |
| Pays-Bas (Nederlandse Top 40)          | 11              |
| Pays-Bas (Single Top 100)              | 10              |
| Royaume-Uni (UK Singles Chart)         | 3               |
| Suède (Sverigetopplistan)              | 11              |
| Suisse (Schweizer Hitparade)           | 9               |

### Certifications
| Pays             | Certification | Unités certifiées |
| ---------------- | ------------- | ----------------- |
| Australie (ARIA) | Platine       | 70 000            |

## Autres reprises
La chanson a été reprise par d'autres artistes comme Westlife, Boyz II Men ou Sky Ferreira sur la bande originale du film Baby Driver en 2017, tandis que Lionel Richie l'a enregistrée en duo avec Willie Nelson,. 